# CB Torrevieja
CB Torrevieja var en handbollsklubb från Torrevieja i Spanien som bildades 1974 och upplöstes 2012. Laget spelade nio säsonger (den första 2002/2003 och den sista 2011/2012) i Liga Asobal, Spaniens högsta liga, innan laget gick i konkurs. Hemmaplan var Palacio de los deportes de Torrevieja, som rymmer 4 500 personer.

## Spelare i urval
- Eduardo Gurbindo (2007–2009)
- Magnus Jernemyr (2005–2007)
- Rodrigo Salinas Muñoz (2011–2012)
- Diego Simonet (2009–2011)
- Tonči Valčić (2003–2007)